# 土方久功
土方 久功（ひじかた ひさかつ、1900年7月13日 - 1977年1月11日）は、日本の彫刻家・民俗学者。パラオなど広く南洋に取材し、民族学的資料を多く残すとともに、芸術作品のテーマとして作品を残した。

## 人物・来歴

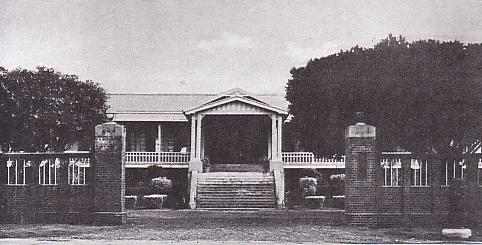
パラオのコロールにおかれた南洋庁庁舎。

1900年（明治33年）7月13日、東京府東京市（現在の東京都）に生まれる。父は陸軍砲兵大佐の土方久路、伯父は伯爵・土方久元、母方の祖父は海軍大将・男爵・柴山矢八、築地小劇場の演出家・土方与志（本名は久敬）はいとこ甥に当たる。
旧制・学習院初等科、同中等科を経て、父の病気退職による経済的理由から1919年（大正8年）東京美術学校（現在の東京芸術大学）彫刻科に入学する。三沢寛、林謙三、小室達、岡鹿之助、小泉清、山本丘人らが当時の同学に在籍した。1924年（大正13年）、同学を卒業。同年、土方与志が築地小劇場を設立、同劇場の「葡萄の房」章は久功がデザインしたものである。
1929年（昭和4年）、パラオに渡り、公学校（現地住民の初等教育学校）の図工教員として彫刻を教える傍ら、パラオ諸島の各島、ヤップ島を詳細に調査する。1931年（昭和6年）、ヤップ諸島の最東端・サテワヌ島（現在のサタワル島）に渡り、7年間を同島で過ごす。1939年（昭和14年）、パラオに戻り、コロールにおかれた南洋庁に勤務する。トラック諸島（現在のチューク諸島）、ポナペ島（現在のポンペイ島）、クサイ島（現在のコスラエ州）、ヤルート（現在のジャルート環礁）、サイパン島、ロタ島を引き続き調査する。1942年（昭和17年）、小説家の中島敦とともに帰国した。同年、ボルネオ調査団に参加し、同年から日本が統治した北ボルネオを調査した。
1944年（昭和19年）、病を得て帰国、岐阜県可児郡土田村（現在の同県可児市土田）に疎開する。第二次世界大戦終了後、1949年（昭和24年）、東京都世田谷区に移転、彫刻家となる。
『サテワヌ島民話』（1953年）は、土方が文字を持たないサテワヌ島で民話を採録しローマ字表記と日本語対訳を収録したもの。彫刻家としての制作の傍ら、「非詩集ボロ」（1955年）「青蜥蜴の夢」（1956年）などの詩集も刊行。土方はまた、福音館書店の編集者松居直に是非にと請われて、1963年から1975年にかけて月刊絵本こどものともで計4冊の絵本を手掛けている。
1977年（昭和52年）1月11日、心不全で死去した。満76歳没。

## 家族
- 父・土方久路（1870-1919） - 伯爵土方久元の弟（土方久用四男）。兄の久成（久用三男）が36歳で没したため久成の養子となり死籍を継ぐ[6]。陸軍士官学校を経て、ドイツ駐在後、千葉県四街道の陸軍野戦砲兵射撃学校教官、陸軍砲兵大佐となったが、肺病で休職、退役、死去した[7][8]。
- 母・初枝 - 男爵柴山矢八の長女
- 兄・土方久俊
- 弟・土方久顕
- 妹・英子 - 中澤佑の妻

## ビブリオグラフィ
国立国会図書館蔵書。
- 『ヤップ離島サテワヌ島の神と神事』、南洋群島文化協会、1940年
- 『パラオの神話伝説』、大和書店、1942年
- 『流木』、小山書店、1943年
- 『太平洋圏 上』、編集太平洋協会、出版河出書房、1944年 - 太平洋圏学術叢書 3
- 『東亜論叢』、編集・出版文求堂、1941年
- 『文化の果にて』、竜星閣、1953年
- 『サテワヌ島民話』、三省堂出版、1953年
- 『山の上の火』、ハロルド・クーランダー / ウルフ・レスロー、岩波書店、1963年 - 岩波おはなしの本
- 『現代のエスプリ 22 神話』、至文堂、1967年
- 『流木=ミクロネシアの孤島にて』、未來社、1974年
- 『覆刻サテワヌ島民話』、アルドオ、1975年

- 『土方久功遺稿詩集』、草原社、1978年 - 草原叢書 第2集
- 『青蜥蜴の夢』、土方敬子編、草原社、1982年 - 草原叢書 第8集
- 『ミクロネシア=サテワヌ島民族誌』、校訂・解説須藤健一、未來社、1984年
- 『パラオの神話伝説』、三一書房、1985年

- 『土方久功著作集』（全8巻）、三一書房、1990年 - 1993年
  - 1 パラオの社会と生活、2 パラオの神と信仰、3 パラオの神話と伝説
  - 4 サテワヌの神と社会、5 サテワヌの民話、6 青蜥蜴の夢　文化の果てにて
  - 7 流木　孤島に生きて、8 サテワヌ島日記　ノート
- 『土方久功展』、世田谷美術館編・出版、1991年

こどものとも
- 『おおきなかぬー』、共著大塚勇三、福音館書店、1963年 （こどものとも世界昔ばなしの旅 18 2005年）マオリ族の昔話
- 『ゆかいなさんぽ』、福音館書店、1965年（こどものともコレクション 1964-1972 1998年）
- 『ぶたぶたくんのおかいもの』、福音館書店、1970年 （こどものとも傑作集 1985年）
- 『おにより つよい おれまーい』、福音館書店、1975年 （こどものとも世界昔ばなしの旅 7 1997年）サトワヌ島民話

## 註
1. 1 2 3 4 5  土方久功、『講談社 日本人名大辞典』、講談社、コトバンク、2010年1月2日閲覧。
2. 1 2 3 4 5 6 7 8 9 10 11 12  「土方久功 年譜」、やしの実大学、2010年1月2日閲覧。
3. ↑  『官報』第1998号、大正8年4月4日、p.116.
4. ↑  『東京美術学校一覧 従大正12年至大正14年』東京美術学校、1925年、204頁。NDLJP:940892/109。
5. ↑  松居直「土方久功の造型」『絵本・物語るよろこび』99-109ページ
6. ↑  土方家・本田家系図清水久夫、国立民族学博物館調査報告89、2010-02-26
7. ↑  書籍の紹介『土方久功日記』一般社団法人太平洋協会
8. ↑  『土方久功著作集, 第3巻』三一書房, 1990、p272
9. ↑  OPAC NDL 検索結果、国立国会図書館、2010年1月2日閲覧。

## 伝記
- 岡谷公二『南海漂泊　土方久功伝』河出書房新社、1990年
- 清水久夫『土方久功正伝』東宣出版、改訂版2023年。日記よる評伝